# CFL USA
CFL USAは、90年代にアメリカ国内でCFLのエクスパンションの際に設立されたチームのことを指す。カナディアンフットボールの人気拡大と財務強化を目指す中、93年のサクラメント・ゴールドマイナーズが初めてアメリカ国内でCFLチームとしてスタートしたが、その多くが1年で活動を停止した。95年には5チームが参加していたが、ボルチモア・スタリオンズ1チームしか残らず、そのスタリオンズも、モントリオールに移転し、モントリオール・アルエッツとなり、96年シーズンスタート時には消滅した。
ボルチモア・スタリオンズは、シーズンを東地区2位を収めただけでなく、94年にはアメリカのCFLチームとしては初めて、グレイ・カップ (Grey Cup) ファイナルに進出し、95年に優勝した。

## アメリカのCFLチーム一覧
| チーム                           | 加盟期間      |
| -------------------------------- | ------------- |
| サクラメント・ゴールドマイナーズ | 1993年-1994年 |
| サンアントニオ・テキサンズ '93   | 1993年        |
| ラスベガス・ポッシー             | 1994年        |
| ボルチモア・スタリオンズ         | 1994年-1995年 |
| シュリーブポート・パイレーツ     | 1994年-1995年 |
| ミシシッピCFLチーム              | 1995年        |
| サンアントニオ・テキサンズ '95   | 1995年        |
| バーミンガム・バラクーダズ       | 1995年        |
| メンフィス・マッド・ドッグズ     | 1995年        |
| マイアミ・マナティーズ           | 1996年        |
| シュリーブポート・バラクーダズ   | 1996年        |